# ТЕС Біша
19°59′11″ пн. ш. 42°23′36″ сх. д. / 19.98639° пн. ш. 42.39333° сх. д.
ТЕС Біша — теплова електростанція на південному заході Саудівської Аравії.
Віддалені від основних індустріальних центрів саудійські поселення традиційно забезпечували електроенергією за рахунок теплових електростанцій на нафтопродуктах, які працювали у ізольованому від енергосистеми країни режимі. До таких, зокрема, відносилась ТЕС Біша, що почала роботу з 1984 року та використовує встановлені на роботу у відкритому циклі газові турбіни:
- 2 виробництва ABB потужністю по 26,5 МВт;
- 2 виробництва ABB з показниками по 49,3 МВт;
- 3 запущені в 2005 – 2006 роках турбіни Siemens потужністю по 74,6 МВт.
Таким чином, загальний показник станції досягнув 375 МВт.